# Guatteria alutacea
Guatteria alutacea Diels – gatunek rośliny z rodziny flaszowcowatych (Annonaceae Juss.). Występuje naturalnie w Ekwadorze, Peru, Boliwii oraz Brazylii (w stanie Acre). 

## Morfologia
PokrójZimozielone drzewo lub krzew dorastające do 5–10 m wysokości. Gałęzie są owłosione.
LiścieMają podłużnie lancetowaty kształt. Mierzą 10–18 cm długości oraz 2,5–4 cm szerokości. Nasada liścia jest ostrokątna. Liść na brzegu jest całobrzegi. Wierzchołek jest prawie ostry.
KwiatySą pojedyncze. Rozwijają się w kątach pędów. Działki kielicha mają owalny kształt i dorastają do 5–7 mm długości. Płatki mają podłużnie owalny kształt. Są żółtawego koloru. Osiągają do 15–25 mm długości.

## Biologia i ekologia
Rośnie w lasach pierwotnych.